# 酒井治美
酒井 治美（さかい はるみ、1988年5月18日 - ）は、サンミュージックブレーンに所属していた日本のタレント、女優である。
山梨県中央市出身。愛称は「はるにゃん」「はるみん」。剣道初段。
現在、LINE LIVEアプリでの世界初のLINE LIVERとして活動中で、LINE LIVEアプリで集った「はるファミ」の有志メンバーがWebでも活動中。

## 略歴
- 父親が埼玉県出身[3]。兄1人 妹が1人の三人兄弟[4]。
- 中学校から剣道を始め、全国大会に出場。高校ではなぎなたを始め、インターハイに出場していた、優勝経験あり。
- 2007年（平成19年）1月 - 山梨県風林火山博 観光親善大使
- 2007年 - 山梨県立大学看護学部看護学科入学
- 山梨大学医学部剣道部入部
- サンミュージックアカデミー東京校入学（26期生）
- 2010年（平成22年）4月9日 - 「第8回湖衣姫コンテスト」で、グランプリに選ばれる[1]。
- 2011年 - 大学卒業、看護師・保健師国家試験合格
- 2014年10月24日 - サンミュージックを退所。海外留学に専念する[5]。
- 2016年 7月10日より単独での日本一周ヒッチハイクの旅を開始
- 2016年 11月19日 様々な旋風を巻き起こしながら無事 沖縄を除く全国46都道府県を制覇

## 出演

### テレビ
- ウッティ発!山梨いいもの調査隊 スイーツ&ベーカリースペシャル（2009年9月 - テレビ山梨）
- 「さしめしびと」捜索隊！（2016年11月-テレビ東京） - MC

### テレビドラマ
- 臨死!!江古田ちゃん（2011年1月、日本テレビ） - 準レギュラー
- 示談交渉人 ゴタ消し 第6話（2011年2月、読売テレビ）
- 月曜ゴールデン「森村誠一サスペンス 正義の証明」（2011年9月、TBS） - 奈良岡美香 役
- ハンチョウ〜警視庁安積班〜 シリーズ5 第1・2話（2012年4月、TBS） - 吉見幸子 役

### テレビCM
- 風林火山博PR
- 甲斐ゼミナール
- 近藤モータース（テレビ山梨「お天気メモ」）
- 興和『トメダインコーワフィルム』 共演：中村龍介、小深山菜美
- 興和『トメダインコーワ錠』 共演：中村龍介、小深山菜美
- デンソー『地球がずっと輝くために、クルマがずっと愛されるために』編
- パチンコカネマン（岩手）

### WebCM
- ANA 旅ガール（NO.15山梨）

### 舞台
- ニコニコミュージカル第4弾「ココロ」（2011年4月29日-5月8日、シアター1010）

### その他
- 『塚本奈々美 with女子カート部』メンバー[2]（2010年〜）
- 山梨中央銀行キャンペーンガール（2013年）